# Massengrab in Mokronog-Trebelno
Auf dem Gebiet der Gemeinde Mokronog-Trebelno in Slowenien wurde bisher (Stand Februar 2024) ein Massengrab in Čužnja Vas aus der Zeit des Zweiten Weltkriegs gefunden.

## Čužnja Vas
In Čužnja Vas befinden sich ein Massengrab und ein nicht gekennzeichnetes Einzelgrab, die mit dem Zweiten Weltkrieg in Zusammenhang stehen. 
Das Massengrab Lukovnik 1 (slowenisch: Grobišče Lukovnik 1) und das Grab Lukovnik 2 (Grobišče Lukovnik 2) liegen nördlich der Siedlung. 
- Das Massengrab Lukovnik 1 (slowenisch: Grobišče Lukovnik 1) liegt in einem Waldgebiet, 50 Meter von der Brücke über den Bach Lukovnik entfernt, in einem V-förmigen Bereich, wo sich zwei Waldwege treffen. Es enthält die Überreste von 20 Zivilisten, die im Frühjahr und Sommer 1942 von Partisanen ermordet wurden.[1]

- Das Grab Lukovnik 2 (Grobišče Lukovnik 2) liegt 10 Meter von der Wegkreuzung der Wege entfernt, unterhalb einer großen Hainbuche. Dort ist ein junger Partisanensoldat begraben.[2]